# Franz Josef Strauß
Franz Josef Strauß (6. september 1915 – 3. oktober 1988) var en tysk CSU politiker fra Bayern. Han beklædte i 1950'erne og 1960'erne en række ministerposter og var fra 1978-1988 ministerpræsident i delstaten Bayern. I 1980 var han Unionspartiernes kanslerkandidat, men tabte til Helmut Schmidt. Fra 1961 til sin død var Strauß formand for CSU.
Strauß var en af initiativtagerne til etableringen af flykoncernen Airbus og var formand for virksomhedens tilsynsråd.

## Levned
Franz Josef Strauß blev født den 6. september 1915 som andet barn af slagteren Franz Josef Strauß (1875–1949) og hans frue Walburga (1877–1962). Familien boede siden 1904 i bydelen Maxvorstadt i München og var katolsk, monarkistisk og antipreussisk. Franz Josef Strauß sen. var i mange år medlem af Bayerische Volkspartei. Familien Strauß gik ind for at Bayern skulle udtræde af det tyske rige.
På grund af sine usædvanligt gode resultater i skolen blev unge Franz Josef erklæret egnet til gymnasiet, selv om familien ikke tilsluttede sig nationalsocialisterne.
Efter at han havde fået den bedste studentereksamen i Bayern siden 1910 kunne Strauß i 1935 påbegynde sine studier i antropologi og historie ved universitetet i München. I første omgang blev han nægtet optagelse fordi han ikke var medlem af nogen nazi-organisation, men en klage fra hans tidligere lærer og tutor førte til at han alligevel blev optaget. Senere meldte han sig ind i den katolske studenterforening Tuiskonia i München.
I sin fritid dyrkede han cykelsport, og i 1934 blev han sydtysk mester i cykling på landevej. I 1935 fik han et stipendiat fra Stiftung Maximilianeum. Strauß blev i 1937 medlem af det nazistiske lastbilchaufførforbund (NSKK), og sekretær i forbundets lokalafdeling. Senere var han medlem af det nazistiske studenterforbund NSDStB.
Den 4. juni 1957 giftede han sig i klosterkirken i Rott am Inn med Marianne Zwicknagl. De fik tre børn sammen, sønnerne Max (født 24. maj 1959) og Franz Georg (født 5. maj 1961) og datteren Monika (født 2. juli 1962).

## I krigen
Strauß blev i 1939 indkaldt til militærtjeneste, men kunne derefter fortsætte sine studier, som han afsluttede den 1. april 1941 med en Zweiten Staatsexamen für das Höhere Lehramt, hvilket vil sige at han måtte undervise i gymnasiet. Han gik i gang med at skrive en doktorafhandling, men den brændte i 1944. Efter at han midlertidigt havde været assistent ved det antropologiske og gammelhistoriske seminar på Universitetet i München blev han den 16. april 1941 igen indkaldt til militærtjeneste, og deltog i angrebet på Sovjetunionen den 22. juni 1941. Den 30. juni fandt han i Lemberg (Lwow) ligene af talrige fanger, som var blevet myrdet af det hemmelige sovjetiske politi NKWD inden de trak sig tilbage. Oplevelserne i krigen, massakrer begået af den Røde Hær på civile ukrainere og mordet på tusinder af jøder begået af tyske indsatsgrupper prægede ham dybt, som han senere skrev i sine erindringer.
Efter at have afsluttet sine studier slog Franz Josef Strauß ind på en embedsmandskarriere. Således blev han den 8. april 1942 med virkning fra 1. maj udnævnt til "außerplanmäßigen Beamten". Han blev igen sendt til Østfronten hvor han fik forfrysninger i Slaget om Stalingrad og blev evakueret med fly. Den 20. april 1943 blev han udnævnt til adjunkt ved Oberschule für Jungen på Damenstiftstraße i München.
Som premierløjtnant blev han chef for stabsbatteriet og Offizier für wehrgeistige Führung på Flak-Skolen i Altenstadt. Hans efterfølger blev i 1944 Hans Hellmut Kirst.

## Politisk karriere

### Umiddelbare efterkrigstid
Ved krigens slutning kom Strauß i krigsfangenskab, men blev allerede i 1945 kategoriseret som politisk ubelastet. En amerikansk soldat med tyske rødder fik ham inddraget i oversættelsesarbejde, på grund af hans kendskab til engelsk. Af den amerikanske besættelsesmagt blev han udnævnt til stedfortrædende Landrat i Landkreis Schongau.
I 1946 var han med til at grundlægge kredsforeningen for CSU i Schongau og blev valgt til Landrat i Schongau. Fra 1948 var Strauß medlem af Erhvervsrådet for den amerikanske og britiske besættelseszone (Bizonen) i Frankfurt am Main og i 1949 blev han af Hans Ehard udnævnt til den første generalsekretær for CSU.

### Strauß i Forbundsdagen
Strauß blev medlem af den tyske Forbundsdag ved det første valg i 1949 og sad der indtil den 29. november 1978 og igen en periode i 1987. Han var valgt i valgkredsen Weilheim i Oberbayern.
Fra 1949 til han blev minister var han næstformand i CDU/CSU-Fraktionen i Forbundsdagen.
Strauß var en begavet taler. Hans debatindlæg i den tyske Forbundsdag og i den bayriske Landdag var berømte og berygtede. Legendariske var hans dueller i Forbundsdagen med den daværende formand for SPD-fraktionen Herbert Wehner.
I den første valgperiode (1949–1953) var Strauß formand for Forbundsdagens udvalg for ungdomsforsorg og fra den 19. juli 1952 desuden formand for udvalget for Spørgsmål om den europæiske sikkerhed. Dermed var han den yngste udvalgsformand i Forbundsdagen.
I 1952 blev han valgt til næstformand for CSU.
I 1952 var Strauß med i en gruppe på 34 medlemmer af CDU/CSU-fraktionen (herunder Theodor Blank, Heinrich von Brentano, Richard Jaeger, Kurt Georg Kiesinger, Heinrich Krone, Paul Lücke, Gerhard Schröder og Franz-Josef Wuermeling), som fremlagde et modforslag til den relative flertalsvalgret i Forbundsdagen og dermed truede koalitionens beståen.

### Strauß som minister
I 1953 blev han Minister for særlige anliggender i Konrad Adenauers regering, og blev dermed den indtil da yngste minister. I 1955 tabte han en kampafstemning om formandsposten i CSU til Hanns Seidel. Den 12. oktober 1955 fik han overdraget det nye Ministerium for atomspørgsmål, en forløber for det nuværende Ministerium for uddannelse og forskning.
Den nye "atom-minister" gik kraftigt ind for udforskning af og civil udnyttelse af atomkraft og krævede, at der inden 1970 skulle leveres strøm fra de første atomkraftværker. Den 9. december 1955 erklærede han i Süddeutscher Rundfunk:
| „ | Hvis vi ikke meget hurtigt indhenter de 10-15 år, som vi er bagefter, må vi formentlig opgive at blive medregnet blandt de førende nationer i fremtiden. | “ |

Den 25. juli 1956 fremlagde han det første tyske program for fredelig udnyttelse af kerneenergien. Den 16. oktober 1956 blev han udnævnt til forsvarsminister som efterfølger for Theodor Blank. Allerede i 1957 fremlagde han planer for en atomar bevæbning af Bundeswehr, men kunne ikke samle støtte til at gennemføre dem.
I 1958 havde Strauß på gaden foran Kanslerkontoret ladet sin bil køre frem, selv om en politimand havde givet tegn til en sporvogn om at køre frem. Det kom til en nødopbremsning af sporvognen, og føreren af Strauß' tjenestevogn blev anmeldt. På sin side anmeldte Strauß politimanden og forlangte, selv om hans pressemedarbejder frarådede det, at politimanden blev forflyttet. 
Som forsvarsminister forcerede Franz Josef Strauß købet af 916 amerikanske F-104 Starfighter-jagerfly. Producenten havde i flere NATO-lande betalt bestikkelse for at fremme beslutningen om at købe flyene. Da det viste sig, at den tyske version af flyet var meget farlig (292 af dem styrtede i tidens løb ned og 115 piloter omkom), gav det anledning til stor opstandelse i den tyske offentlighed og kastede sammen med Fibag-affæren og HS-30-Skandalen en skygge over Strauß' indsats som forsvarsminister.
Efter af Seidel havde trukket sig tilbage i 1961 var Strauß fra 18. marts 1961 til sin død formand for CSU.
I 1962 bragte nyhedsmagasinet Der Spiegel en kritisk artikel skrevet af Conrad Adlers. Det resulterede i at bladet blev anklaget for landsforræderi, fik sine redaktionskontorer gennemsøgt og dele af redaktionen blev sat i varetægtsfængsel. I kølvandet på denne affære krævede FDP at Strauß skulle gå af som forsvarsminister. I første omgang hævdede Strauß, at han ikke kendte nærmere til sagen. Da det stod klart, at det ikke passede, forsøgte han at vinde tid ved at bekendtgøre, at han ikke ville stå til rådighed som minister i den kommende valgperiode. Det fik alle FDP ministrene til at trække sig tilbage den 19. november 1962, hvilket tvang Konrad Adenauer til at danne en ny regering, igen med FDP som koalitionspartner, men uden Strauß, som trådte tilbage den 30. november 1962. Fra 1963 var Strauß formand for CSU's gruppe i Forbundsdagen, og dermed samtidig første næstformand i CDU/CSU-fraktionen.
I den store koalition under Bundeskansler Kurt Georg Kiesinger blev Strauß i december 1966 udnævnt til finansminister. Selv om han tidligere tit og gerne havde være i verbale kampe med SPD arbejdede Strauß tillidsfuldt og succesfuldt sammen med den socialdemokratiske erhvervsminister Karl Schiller.

### Strauß som oppositionspolitiker
Da den socialliberale koalition dannede regering i 1969 måtte unionspartierne gå i opposition. Strauß udviklede sig til en indædt kritiker af Forbundskansler Willy Brandt politik overfor Østblokken. Aftalerne med Sovjetunionen og Polen i 1970 og aftalen med DDR i 1972 afviste han pure, i det han så dem som svaghed overfor de sovjetiske ønsker om at dominere verden.
Fra 1971 til 1978 var han erhvervs- og finanspolitisk ordfører for CDU/CSU-Fraktionen i Forbundsdagen. I først Rainer Barzels (1972) og senere Helmut Kohls (1976) skyggekabinetter var Strauß udset til at være finansminister. I 1974 fremlagde han i en tale den såkaldte Sonthofen-strategien, hvor han med henblik på en forventet katastrofal udgang på regeringens politik krævede en kompromisløs konfrontation.
I 1975 mødtes Strauß som den første vesttyske politiker på eget initiativ med den kinesiske partichef Mao Zedong. Det foregik den 16. januar 1975, hvor han under et besøg i Kina blev modtaget til en samtale.
I en tale ved det politiske askeonsdags arrangement i 1975 beskyldte Strauß den SPD-ledede regering for at have forårsaget en svinestreg uden lige. Det førte til en strid ved retten mellem ham og SPD's formand, den tidligere kansler Willy Brandt. CSU indhentede sprogvidenskabelige udsagn hvorefter begreber såsom grov og landlig ikke kunne karakteriseres som strafbare, og sagen blev indstillet.
Efter at unionspartierne snævert havde tabt valget i 1976 opsagde han gruppefællesskabet med CDU og planlagde at udvide CSU til at være et landsdækkende parti for at forbedre unionspartiernes chancer. Efter en masse diskussioner blev den tanke opgivet.
I 1977 rejste Strauß til Chile, hvor han udtalte sig om det daværende militærdiktatur under Augusto Pinochet. Strauß krævede "yderligere demokratisering", hvilket kunne udlægges som om Chile under Pinochet allerede delvis var et demokrati. I Santiago de Chile blev Strauß tildelt et æresdoktorat i retsvidenskab. I forbindelse med denne rejse besøgte han også Colonia Dignidad, en koloni med over 200 udvandrede tyskere med stærke personlige og finansielle bånd til Bayern, samt tætte kontakter til førende personligheder i den chilenske junta. I 1980'erne indledte det tyske retsvæsen en undersøgelse af lederen af kolonien, hvilket i 2005 førte til at han af de chilenske myndigheder blev dømt for overtrædelser af menneskerettighederne og misbrug af børn.
I 1980 gennemtvang Strauß, at han blev kanslerkandidat for unionspartierne frem for den af Helmut Kohl foretrukne kandidat, ministerpræsident Ernst Albrecht fra Niedersachsen. Dermed blev han udfordrer til Forbundskansler Helmut Schmidt fra SPD. CDU og CSU fik et dårligere resultat end ved valget i 1976, og Strauß blev ikke kansler.
Strauß vakte opsigt da han under en kriseforhandling i Bonn, i forbindelse med Rote Armee Fraktions bortførelse af arbejdsgiverformanden Hanns-Martin Schleyer, krævede at staten skulle holde RAF terrorister som gidsler og i givet fald skyde dem.

### Strauß som ministerpræsident i Bayern
I 1978 trådte Strauß ud af Forbundsdagen og blev den 7. november valgt som efterfølger af Alfons Goppel som Bayerns ministerpræsident. Fra 1978 og til sin død var Strauß medlem af landdagen i Bayern. I hans regeringstid, og dermed under hans politiske ledelse, blev der blandt andet igangsat og færdiggjort væsentlige dele af den af miljøpolitikere bekæmpede Main-Donau-kanal. Den endelige færdiggørelse af projektet i 1992 nåede Strauß dog ikke at opleve.
Tyve år efter Fibag-affæren gennemførte Strauß en tilsvarende operation sammen med Walter Schöll, lederen af et reklamebureau. Strauß' kone Marianne havde i en anden sag, uden godkendelse fra CSU, adgang til nogle særkonti, som blev ført sammen med CSU. Partiet økonomiansvarlige kendte til dette, men konstaterede at pengene ikke var blevet rørt. Formålet med disse konti er aldrig blevet opklaret.
I 1983 var det Strauß som trak i trådene bag en milliardkredit til DDR, og det gav anledning til ophidselse i egne rækker. Det endte med at nogle medlemmer brød ud og under ledelse af Franz Handlos dannede partiet Die Republikaner.
Strauß førte som bayrisk ministerpræsident sin egen udenrigspolitik og plejede gode forbindelser med såvel Paraguays diktator Alfredo Stroessner, Sydafrikas præsident Pieter Willem Botha foruden DDR. Et særligt venskab plejede han med præsidenten for Togo, Gnassingbé Eyadéma, sammen med hvem han grundlagde Bayerisch-Togoische Gesellschaft. I oktober 1987 gennemførte han endnu en rejse til Kina.
Den 31. december 1987 fløj den entusiastiske hobby-pilot Strauß sammen med partivenner med en Cessna Citation II 151 til et ikke bekendtgjort besøg i Moskva, hvor han havde en 2½ time lang samtale med Mikhail Gorbatjov. I midten af 1988 slog han til lyd for at flybenzin skulle være afgiftsfri, men det forslag fik han ikke gennemført.
Fra 1. november 1983 til 31. oktober 1984 var Strauß præsident for Forbundsrådet.

### Død og bisættelse
Strauß ankom den 1. oktober 1988 med helikopter fra München for at deltage i en hjortejagt i Regensburg. Under jagten faldt han ned fra sit stade, og blev her fundet af andre deltagere i jagten. Han blev indlagt på sygehuset i Regensburg, men to dage senere opgav lægerne at redde hans liv.
Allerede dagen efter defilerede flere tusinde forbi hans båre i hospitalets kapel. Den 5. oktober blev kisten flyttet til München, hvor der samme dag blev holdt en mindehøjtidelighed i Landdagen. Den 7. oktober blev han bisat fra Münchens Frauenkirche af kardinal Friedrich Wetter. Højtideligheden blev transmitteret til Marienplatz, hvor over 15.000 mennesker deltog. Derefter fulgte en højtidelighed på kongeslottet i München. Seks heste trak herefter lavetten dækket af det bayriske flag fra slottet over Odeonplatz og Ludwigstraße til Siegestor.
Sørgetoget blev fulgt af over 100.000 og er det største i byen Münchens historie. Bisættelsen foregik senere under ledelse af den senere pave Benedikt XVI, Joseph Kardinal Ratzinger, i familiegraven i Rott am Inn under overværelse af den nærmeste familie.

## Æresbevisninger
- 1957 Storkorset af den Italienske republiks fortjenstorden.
- 1958 Storkorset af Forbundsrepublikken Tysklands fortjenstorden.
- 1959 Den bayriske fortjenstorden samt 16 udenlandske ordener.
- 1977 Karl-Valentin-Ordenen
- 1982 Store gyldne ærestegn på bånd for fortjenester for den Østrigske republik.
- 1989 Orden wider den tierischen Ernst fra Aachener Karnevalvereins
- Mellem 1962 og 1985 blev han udnævnt til æresdokter ved universiteterne i Cleveland og Kalamazoo (1962), Chicago (1964), Detroit (1965), Santiago de Chile (1977), Dallas (1980), Maryland (1983) foruden München (1985).
- Franz Josef Strauß er æresborger i München (siden 1981) og Regensburg (siden 1985) foruden Chicago og Izmir.
- 1990 blev der udsendt en 2-DM-mønt med portræt af Franz Josef Strauß på bagsiden
- 1995 udsendtes et særfrimærke med Franz Josef Strauß
- Den 17. maj 1992 blev den nybyggede lufthavn i München opkaldt efter Franz Josef Strauß.
- I München blev en del af ringgaden ved det nye statskancelli omdøbt til Franz-Josef-Strauß-Ring så den bayriske ministerpræsident bor på Franz-Josef-Strauß-Ring Nr. 1.
- I Passau blev den nye bro over Donau opkaldt efter ham, ligeledes er der en bro i Nürnberg, som er opkaldt efter ham.
- I Regensburg blev en parallelvej til A3 opkaldt efter ham.
- Bundeswehr kasernen i Altenstadt blev i 1993 opkaldt efter ham.
- Hanns-Seidel-Stiftelsen har siden 1996 uddelt Franz-Josef-Strauß-Prisen.

## Udgivelser
- Entwurf für Europa, Stuttgart 1966
- Bundestagsreden (Hrsg. Leo Wagner), Bonn 1968
- Herausforderung und Antwort. Ein Programm für Europa, Stuttgart 1968
- Die Finanzverfassung, München/Wien 1969
- Der Weg in die Finanzkrise, Bonn 1972
- Mut zur Freiheit. Dankesrede anlässlich der Verleihung des Konrad-Adenauer-Preises 1975 (Hrsg. Karl Steinbruch)
- Der Auftrag, Stuttgart 1976
- Signale. Beiträge zur deutschen Politik 1969–1978, München 1978
- Verantwortung vor der Geschichte. Beiträge zur deutschen und internationalen Politik 1978–1985, München 1985
- Auftrag für die Zukunft. Beiträge zur deutschen und internationalen Politik 1985–1987, München 1987
- Die Erinnerungen, Siedler Verlag, Berlin 1989 (postum) ISBN 3-88680-682-0

## Eksterne links
- Wikimedia Commons har flere filer relateret til Franz Josef Strauß

- Officiel hjemmeside for Franz Josef Strauß Arkiveret 10. maj 2016 hos  Wayback Machine
- Biografi fra Deutsches Historisches Museum Arkiveret 16. oktober 2008 hos  Wayback Machine
- Die Sonthofener Rede fra 18. november 1974 Arkiveret 5. november 2008 hos  Wayback Machine
- Biografi over Franz Josef Strauß i cosmopolis.ch

| Efterfulgte: Alfons Gobbel | Bayerns statsminister 1978-1988 | Efterfulgtes af: Max Streibl |